# Earth Crisis
Earth Crisis er et metalcore-band fra New York i USA, som var aktiv i perioden 1991 til 2001, hvor de gik i opløsning, og senere genetablerede sig i 2007.

## Medlemmer

### Nuværende medlemmer
- Karl Buechner – Vokal (1992 – 2001, 2007 – )
- Scott Crouse – Guitar (1992 – 2001, 2007 – )
- Ian "Bulldog" Edwards – Bas (1992 – 2001, 2007 – )
- Dennis Merrick – Trommer (1992 – 2001, 2007 – )
- Erick Edwards – Guitar (1998 – 2001, 2007 – )

### Tidligere medlemmer
- Ben Read – Guitar (1992 – 1994)
- Kris Wiechmann – Guitar (1995 – 1997)
- Michael Riccardi – Trommer (1992)
- Andy Hurley – Trommer (1993)

## Diskografi
- 1992: All Out War
- 1993: Firestorm
- 1995: Destroy the Machines
- 1996: Gomorrah's Season Ends
- 1996: The California Takeover (Delt livealbum med Strife og Snapcase)
- 1998: The Oath That Keeps Me Free (Live)
- 1998: Breed the Killers
- 2000: Slither
- 2001: Last of the Sane (Coveralbum)
- 2001: Forever True (Opsamlingsalbum)
- 2009: To the Death
- 2011: Neutralize the Threat
- 2014: Salvation of Innocents